# Jacaranda jasminoides
Jacaranda jasminoides là một loài thực vật có hoa trong họ Chùm ớt. Loài này được (Thunb.) Sandwith mô tả khoa học đầu tiên năm 1937.